# Företagsarkiv
Företagsarkiv är arkivsamlingar som ett företags verksamhet lämnar efter sig.
Alla företag genererar under sin levnad mängder med arkivhandlingar. Till de vanligaste hör bolagsstämmo-, styrelse- och direktionsprotokoll, räkenskapshandlingar (bokslut, kassaböcker, verifikationer etc), personalhandlingar, korrespondens, offerter, reklammaterial, fotografier och ritningar. Företagen måste enligt lag spara ekonomiska handlingar i tio års tid, men i övrigt finns inga restriktioner mot att gallra eller rensa i materialet. Samtidigt är arkivet något av företagets minne och en del företag väljer därför att bevara och vårda sina arkiv eller lämna dem till förvaring på något näringslivsarkiv.